# Danh sách 100 năm phim ca nhạc của Viện phim Mỹ
Danh sách 100 năm phim ca nhạc của Viện phim Mỹ (tiếng Anh: AFI's 100 Years of Musicals) là một trong các danh sách được Viện phim Mỹ (American Film Institute, viết tắt là AFI) lập ra nhân dịp kỉ niệm 100 năm ngày ra đời của nghệ thuật điện ảnh. Danh sách này bao gồm 25 bộ phim ca nhạc được coi là hay nhất của điện ảnh Mỹ, nó được công bố ngày 3 tháng 9 năm 2006.

## Danh sách
1. Singin' in the Rain (1952)
2. Câu chuyện phía Tây (West Side Story, 1961)
3. The Wizard of Oz (1939)
4. The Sound of Music (1965)
5. Cabaret (1972)
6. Mary Poppins (1964)
7. A Star Is Born (1954)
8. My Fair Lady (1964)
9. An American in Paris (1951)
10. Meet Me in St. Louis (1944)
11. The King and I (1956)
12. Chicago (2002)
13. 42nd Street (1933)
14. All That Jazz (1979)
15. Top Hat (1935)
16. Funny Girl (1968)
17. The Band Wagon (1953)
18. Yankee Doodle Dandy (1942)
19. On the Town (1949)
20. Grease (1978)
21. Seven Brides for Seven Brothers (1954)
22. Người đẹp và quái vật (Beauty and the Beast, 1991)
23. Guys and Dolls (1955)
24. Show Boat (1936)
25. Moulin Rouge! (2001)